# رومن منیل
رومن منیل (فرانسوی: Romain Mesnil‎؛ زادهٔ ۱۳ ژوئن ۱۹۷۷) ورزشکار پرش با نیزه اهل فرانسه بود.
وی در مسابقات کشوری و بین‌المللی در مجموع برندهٔ ۱ مدال طلا، ۳ مدال نقره، ۲ مدال برنز شده‌است.